# Tularémie (maladie professionnelle)
Une tularémie peut être reconnue comme maladie professionnelle en France.
Cet article relève du domaine de la législation sur la protection sociale et a un caractère davantage  juridique que médical. Pour la description clinique de la maladie se reporter à l'article suivant :

## Législation en France

### Régime général
| Fiche Maladie professionnelle | Fiche Maladie professionnelle | Fiche Maladie professionnelle |
| Ce tableau définit les critères à prendre en compte pour que la tularémie soit prise en charge au titre de la maladie professionnelle                                            | Ce tableau définit les critères à prendre en compte pour que la tularémie soit prise en charge au titre de la maladie professionnelle | Ce tableau définit les critères à prendre en compte pour que la tularémie soit prise en charge au titre de la maladie professionnelle                                                                                    |
| Régime Général. Date de création : 3 avril 1980 | Régime Général. Date de création : 3 avril 1980                                                                                       | Régime Général. Date de création : 3 avril 1980 |
| Tableau N° 68 RG | Tableau N° 68 RG | Tableau N° 68 RG |
| Tularémie | Tularémie | Tularémie |
| --- | --- | --- |
| Désignation des maladies | Délai de prise en charge | Liste indicative des principaux travaux susceptibles de provoquer ces maladies |
| Syndrome pouvant revêtir soit l'aspect, en tout ou partie, d'une des grandes formes cliniques (brachiale, oculaire, pharyngée, pulmonaire ou typhoïde), soit un aspect atypique. | 15 jours | Travaux de garde-chasse et gardes forestiers exposant notamment au contact des léporidés sauvages. Travaux d'élevage, abattage, transport, manipulation, vente de léporidés, de petits rongeurs et d'animaux à fourrure. |
| Dans tous les cas, le diagnostic sera authentifié par un examen sérologique spécifique.                                                                                          | | Transport et manipulation de peaux. Travaux en laboratoire exposant au contact des léporidés et des petits rongeurs. |
| Date de mise à jour : 8 mai 1988 | | |

### Régime agricole
| Fiche Maladie professionnelle | Fiche Maladie professionnelle | Fiche Maladie professionnelle |
| Ce tableau définit les critères à prendre en compte pour que la tularémie soit prise en charge au titre de la maladie professionnelle                                            | Ce tableau définit les critères à prendre en compte pour que la tularémie soit prise en charge au titre de la maladie professionnelle | Ce tableau définit les critères à prendre en compte pour que la tularémie soit prise en charge au titre de la maladie professionnelle                                                                                    |
| Régime Agricole. Date de création : 17 juin 1955 | Régime Agricole. Date de création : 17 juin 1955                                                                                      | Régime Agricole. Date de création : 17 juin 1955 |
| Tableau N° 7 RA | Tableau N° 7 RA | Tableau N° 7 RA |
| Tularémie | Tularémie | Tularémie |
| --- | --- | --- |
| Désignation des maladies | Délai de prise en charge | Liste indicative des principaux travaux susceptibles de provoquer ces maladies |
| Syndrome pouvant revêtir soit l'aspect, en tout ou partie, d'une des grandes formes cliniques (brachiale, oculaire, pharyngée, pulmonaire ou typhoïde), soit un aspect atypique. | 15 jours | Travaux de garde-chasse et gardes forestiers exposant notamment au contact des léporidés sauvages. Travaux d'élevage, abattage, transport, manipulation, vente de léporidés, de petits rongeurs et d'animaux à fourrure. |
| Dans tous les cas, le diagnostic sera authentifié par un examen sérologique spécifique.                                                                                          | | Transport et manipulation de peaux. Travaux en laboratoire exposant au contact des léporidés et des petits rongeurs. |
| Date de mise à jour : 28 janvier 1988 | | |

### Données professionnelles
La tularémie est une maladie infectieuse provoquée par Francisella tularensis, le bacille de Francis (anciennement Pasteurella tularensis), une petite bactérie qui a la propriété de traverser la peau saine.
Le réservoir de la bactérie est constitué par des rongeurs et des tiques. Les lièvres et les tiques représentent les principaux vecteurs de l’infection humaine.
Elle peut être transmise par contact direct de la peau (pénétration du germe à travers la peau saine possible mais favorisée par des égratignures) avec des animaux infectés, des végétaux, le sol, le matériel contaminé (clous, lame, etc.) ou par des éclaboussures projetées dans l’œil ou sur des plaies cutanées ; la contamination peut également être due à des morsures de tiques, ou plus rarement d’insectes (tabanidae) et plus rarement par ingestion d’aliments ou d’eau contaminés par le bacille.
Les professions exposées sont les forestiers, les garde-chasse, les ouvriers manipulant les peaux (taxidermistes, tanneurs) ainsi que les marchands de gibier.

### Données médicales
La maladie peut revêtir une forme locale : ganglion qui évolue vers la suppuration (bubon) ou une forme typhoïde, généralisée, parfois avec éruption.
- Il y a une grande difficulté à mettre le germe en évidence par culture directe, même lorsqu'il est visible en grand nombre dans le pus ganglionnaire, il est rare d'obtenir un développement. Il en va de même de l'hémoculture qui est constamment négative. Pour cette raison, il est préférable d'inoculer le prélèvement à une souris ou un cobaye et de sub-cultiver la rate de l'animal sacrifié sur milieu artificiel.

- Le sérodiagnostic prend une importance primordiale. On le réalise de la même façon que la séro-agglutination de Wright, au moyen  d'une suspension de Fr. tularensis récoltée sur milieu solide et tuée.

## Prévention
- Surveillance dans l'importation de gibier pour repeupler les chasses.
- Précaution dans les manipulations d'animaux malades. Ceci vaut également au laboratoire où ce germe donne facilement des infections accidentelles.

## Sources spécifiques
- (fr) Tableau N° 68 des maladies professionnelles du régime Général
- (fr) Tableau N° 7 des maladies professionnelles du régime Agricole

## Sources générales
- (fr) Tableaux du régime Général sur le site de l’AIMT
- (fr) Guide des maladies professionnelles sur le site de l’INRS